# Abadia de Vadstena

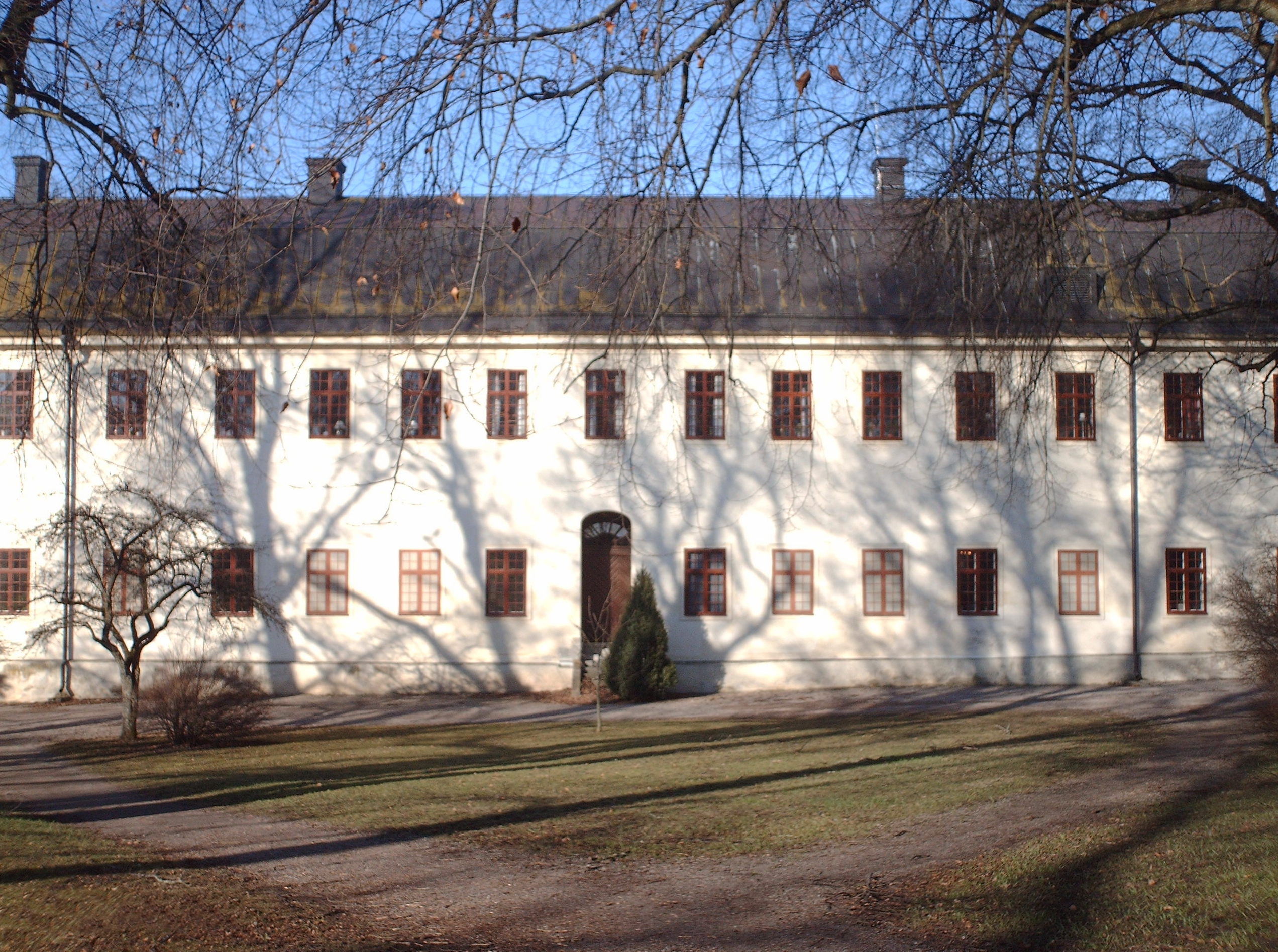
L'abadia

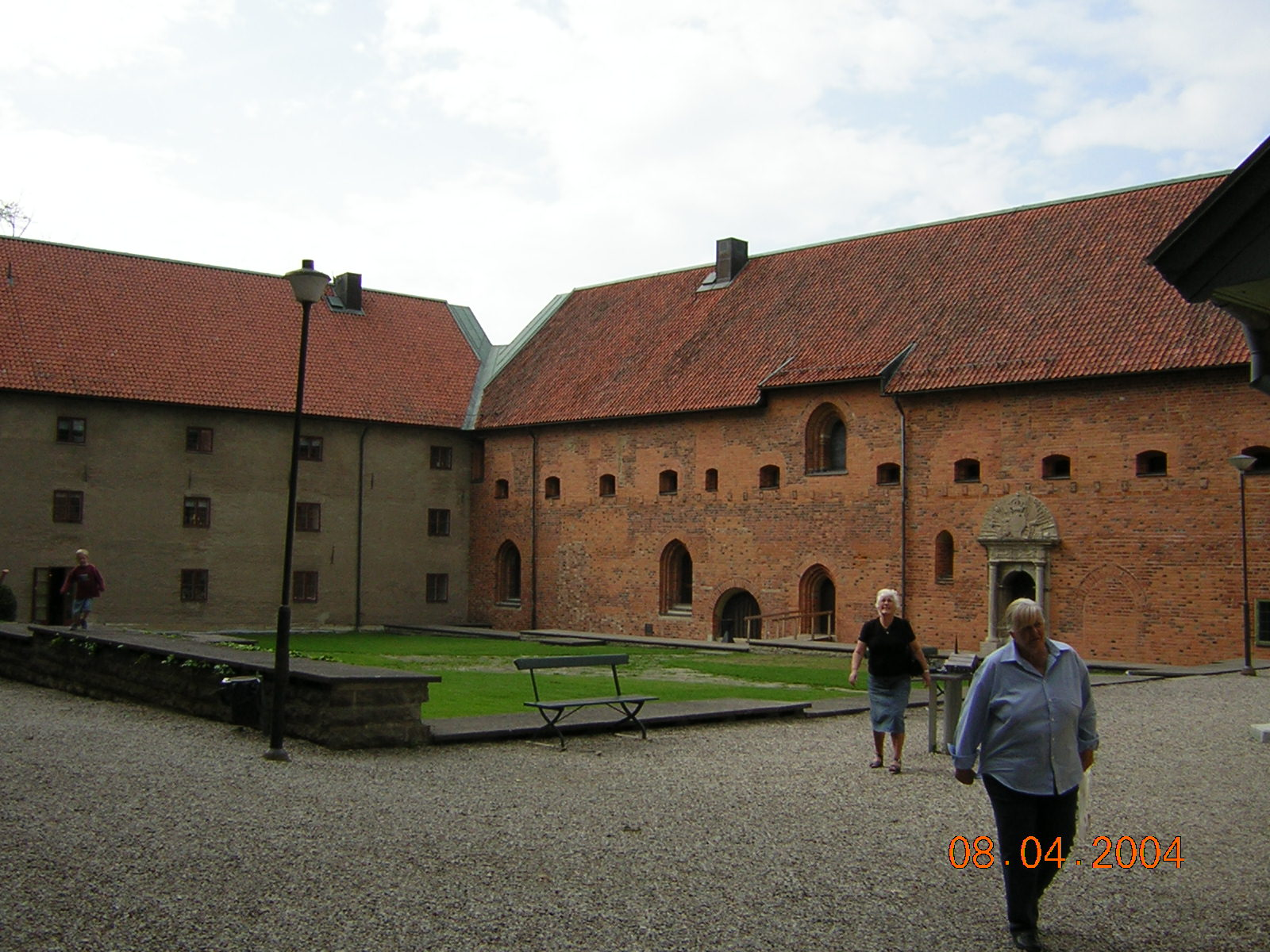
El pati interior de l'abadia

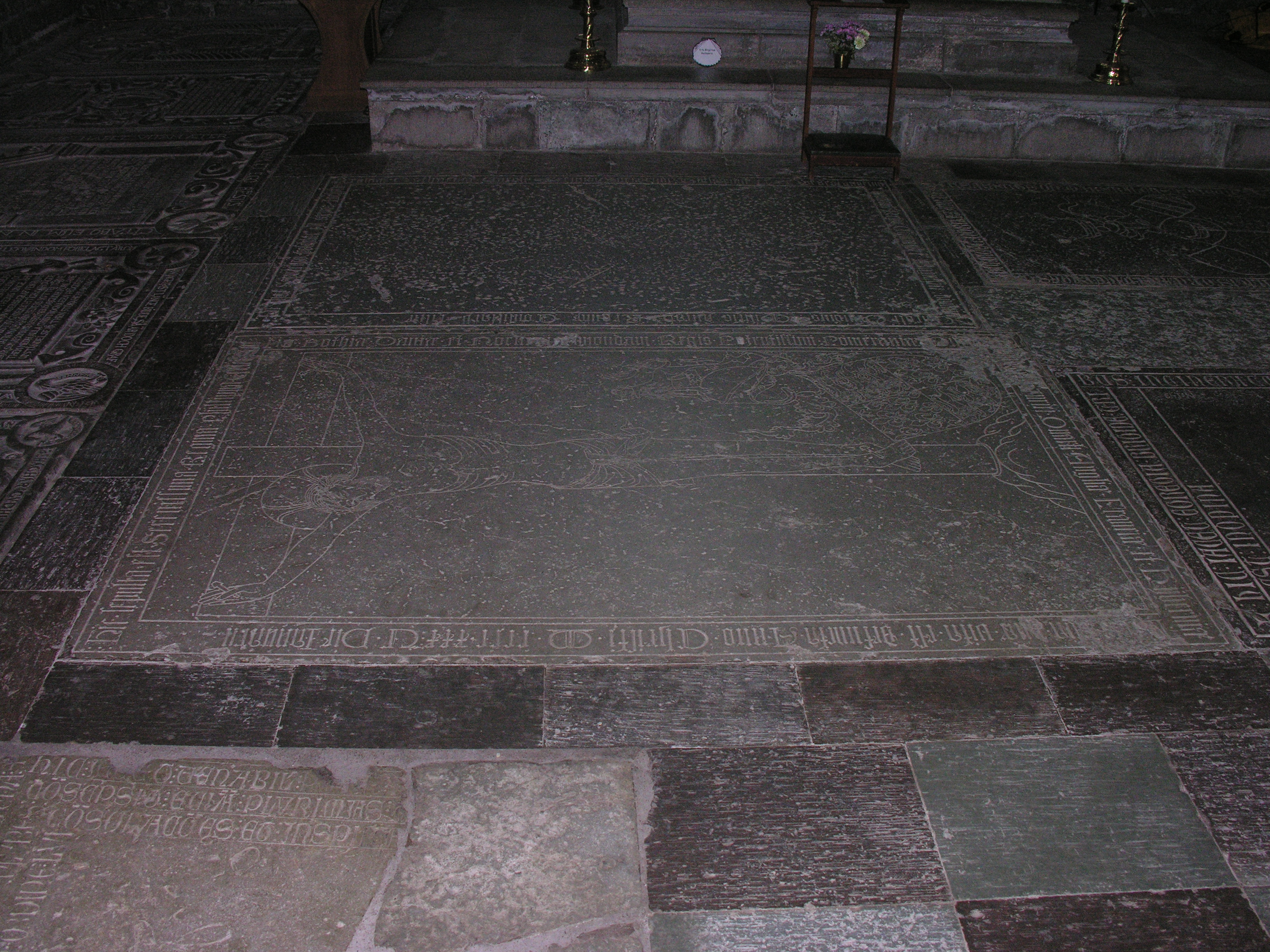
Làpides sepulcrals de les reines Felipa d'Anglaterra i Katarina Karlsdotter

L'abadia de Nostra Senyora i Santa Brígida (en llatí Monasterium sanctarum Mariæ Virgìnis et Brigidæ in Vatzstena i en suec Vadstena kloster), també coneguda com a abadia de Vadstena, és un monestir situat a la població de Vadstena, a la riba del llac Vättern, a la Diòcesi de Linköping, Suècia. Fou la casa mare de l'Orde de Santa Brígida. Va començar com una granja donada pel rei i a poc a poc va sorgir la població actual al voltant del monestir, que va ser actiu entre 1346 i 1595.

## Història

### L'edat mitjana
Santa Brígida de Suècia va fundar el monestir el 1346 amb l'assistència del rei de Suècia Magnus IV i la reina Blanca de Namur, que van donar deu granges, entre les quals s'incloïa la de Vadstena a Dal Hundred, Östergötland, per a aquest propòsit.
La filla de Santa Brígida, Santa Caterina de Suècia, va arribar-hi el 1374 amb les relíquies de la seva mare i hi va trobar només algunes novícies i una superiora i fou escollida com a abadessa. Va morir el 1381 i no fou fins tres anys més tard, el 1384, que el monestir fou consagrat pel bisbe de Linköping. La primera abadessa reconeguda fou Ingegerd Knutsdotter, neta de Santa Brígida. La canonització de Santa Brígida fou el 1391 i les restes van ser traslladades a l'església el 1394, cosa que va permetre que el monestir assolís més fama i riquesa.
El 1400 el duc Eric de Pomerània fou investit a Vadstena per la seva rebessàvia, la reina Margarida, com a rei de Dinamarca, Noruega i Suècia. La seva esposa, la reina Felipa d'Anglaterra, així com la reina consort del rei Carles VIII Knutsson, Caterina, estan enterrades en aquest monestir.
La literatura brigetina es va centrar en la traducció al suec de parts de la Bíblia així com de llegendes de sants, que s'han publicat per la Svenska fornskriftsällskapet (Societat d'antics textos suecs) de Stockholm. Els manuscrits es guarden a la Lliberia reial de la capital i s'inclouen dos textos en suec escrits de mà de Santa Brígida, també hi ha llibres a les biblioteques universitàries d'Uppsala i Lund. D'aquests autors brigetins el més ben conegut és Margareta Claudotter, abadessa entre 1473 i 1486, que és autora d'una obra sobre la família de Santa Brígida, imprès com al "Scriptores Rerum Svecicarum", III, I, 207-16. També es pot destacar Nicolaus Ragvaldi, monjo i confessor general de l'abadia (1476–1514), que va escriure diverses obres.
L'abadia consistia en un doble monestir, amb una secció d'homes de 25 monjos i una secció de monges de 60 dones. Els monjos estaven organitzats per un confessor general i les monges tenien una priora, mentre que el conjunt de l'abadia estava organitzat per una abadessa, que era elegida pels monjos i les monges en conjunt.
La família reial i els nobles van afavorir l'abadia i es va convertir en el centre espiritual de Suècia. També es va convertir en un hospital i una llar de retir des de 1401, amb donats i beguines, antics aristòcrates que buscaven un final més espiritual. El 1412 es va obligar a expulsar els laics del monestir, però no es va dur a terme definitivament fins al 1506. Se sap que el 1419 es va investigar l'abadessa i les monges acusades d'haver acceptat regals personals i d'haver permès l'entrada d'homes a les seves dependències. El 1436, el rebel Jösse Eriksson va demanar asil a l'abadia, però va ser obligat a deixar-la i arrestat.
L'abadia de Vadstena té fama internacional per ser la casa mare de tots els monestirs dedicats a l'Orde de Santa Brígida, així com Reval, Naantali, Bergen i Gdańsk. Mantenia el contacte amb els monestirs, duia a terme inspeccions i enviava monjos i monges per supervisar-los i en rebia per tal que poguessin estudiar.

### Reforma, postreforma i dissolució
Amb la introducció de la Reforma a Suècia el 1527, les comunitats monàstiques en aquest país van ser tancades amb un ban que no permetia l'accés de novicis. Als membres existents els van permetre estar en els monestirs fins a la mort o fins que vulguessin. De tota manera, l'abadia de Vadstena fou una excepció i se li va permetre admetre novicis després de la Reforma protestant a través d'un permís especial del rei Gustau Vasa, que va ser aconsellat pel bisbe Hans Brask.
L'abadia tenia una situació favorable gràcies a la fama internacional i els llaços amb la noblesa sueca, molt orgullosa de la fundadora. Molts dels monjos i les monges provenien de la noblesa, fins i tot la germana del rei, Anna. També era el lloc d'enterrament de moltes famílies nobles. De tota manera, alguns monjos i monges van abandonar el monestir, la més notable l'abadessa Brigitta Botolfsdotter, que va marxar per casar-se. El 1544 el rei va permetre que els membres del monestir poguessin sortir per casar-se si així ho volien, desautoritzant l'abat i l'abadessa que ho prohibien.
El bisbe protestant local va visitar l'abadia el 1540 i va ordenar que s'acabés amb la missa catòlica i la veneració dels sants, els serveis protestants serien els que havien de regir a partir de llavors l'abadia. També es va fer un inventari dels objectes de valor, molts dels quals van ser confiscats.
L'abadia havia rebut grans donacions com les de la Casa de Vasa, la reina Margaretta Leijonhufvud, l'antiga abadessa Birgitta Botolfsdotter i el seu marit, la reina Karin Månsdotter i Jöran Persson. El 1549, la majoria dels monjos van ser obligats a deixar l'abadia. El 1550 les monges es van traslladar a la part més petita de l'abadia, que havia estat ocupada pels monjos i el 1555 el monestir masculí fou formalment abolit i Vadstena es va convertir en una comunitat únicament femenina. Durant la Guerra Nòrdia dels Set Anys, l'abadia va ser saquejada pels soldats danesos el 1567. Un any més tard, hi havia 18 monges al monestir.
Durant el regnat del rei Joan III de Suècia (1569-1592), l'abadia fou restaurada i enriquida. L'abadessa tenia molt bones relacions amb la parella reial i el 1575 el rei va garantir a l'abadia el dret a rebre novícies sense restricció i la seva esposa, la reia catòlica Caterina Jagellon, va fer donacions i va forjar relacions entre l'abadia i Roma. El jesuïta Antonio Possevino, com a legat papal, va reformar l'abadia el 1580. En aquesta ocasió, l'abadessa i la priora van fer el jurament tridentí el 1564 i les monges van prendre els vots per segon cop. Possevino també va permetre que hi hagués un grup de joves per educar-se com a clergues catòlics. El 1587, es va fer una missa catòlica, la primera des de la Reforma, amb motiu de la visita del rei i del príncep i el 1592 es va acabar instal·lant un seminari per a capellans catòlics. El rei Segimond, catòlic, va garantir a l'abadia la protecció durant la seva coronació el 1594. El legat papal Malaspina va visitar l'abadia i va poder observar com una noia era acceptada com a novícia.
Més tard de 1594, el duc protestant Carles, el futur Carles IX de Suècia, va prendre el poder i va dissoldre el monestir. Un any després, la majoria de les 11 monges que quedaven, després d'haver passat l'hiver a Söderköping, es van embarcar per anar a l'Abadia Brigetina de Gdańsk. El juliol de 1596 quan el bisbe Abraham Angermannus va visitar l'abadia encara hi havia tres monges. Una d'aquestes es va casar amb un oficial de la cort de Carles IX, una altra va ser dama de companyia de la reina Cristina i la tercera, Karin Johansdotter, se li va permetre quedar-se a l'abadia amb una renda com a empleada en tenir cura dels jardins.
Quan Magnus Vasa, Duc d'Östergötland, va morir el 1595, fou enterrat a l'església de l'abadia. El sarcòfag encara es troba al principi de la nau principal.

### Després de la dissolució
Un cop Karin Johansdotter va deixar l'abadia el 1605, els edificis van quedar buits durant 40 anys. Hi va haver plans per fundar una universitat que no es van dur a terme. El 1641 s'hi va instal·lar una Krigsmanshus o llar de veterans, un lloc on els soldats invàlids podien viure amb les respectives famílies. Fins i tot hi havia una escola per als fills dels soldats. Es va instal·lar a les antigues dependències de les monges i s'hi va mantenir 140 anys, fins al 1783, que es va tancar.
El 1795 l'abadia es va reobrir aquest cop com a hospital per a malalties venèries tant als edificis de les monges com dels monjos. A partir de 1840 també va rebre altres pacients i va esdevenir un hospital públic. El 1909 l'hospital es va traslladar en un nou edifici. La secció de monges de l'abadia també es va fer servir de presó entre 1810 i 1825 i després fou part d'un asil per al malalts mentals fins al 1951.
El 1935, les monges de l'Orde de Santa Brígida van tornar a Vadstena sota la beatificació d'Elisabeth Hesselblad i van establir un convent fora del complex de l'antiga abadia. A l'església abacial encara es poden trobar les relíquies de Santa Brígida, així com altres memorials.

## L'abadia moderna
Com ja s'ha dit, el 1963 es va obrir una nova abadia sota l'advocació de Santa Brígida a Vadstena, anomenada Pax Mariae. Foren les monges de l'abadia d'Holanda, una de les quatre abadies originals de l'orde, les que la van establir. Actualment compta amb 13 monges. El 1991 va adquirir l'estatus d'abadia independent, d'aquesta manera, l'orde de Santa Brígida va retornar al seu punt de naixement.